# 十八台镇
十八台镇，是中国内蒙古自治区乌兰察布市卓资县下辖的一个乡镇级行政单位。

## 行政区划
十八台镇共辖以下地区：
十八台村、哈力盖图村、巴音村、下营子村、厂汉梁村、双此老村、忽力盖图村、大湾子村、东营子村、哈丰景村、朝鲁村、榆树沟村、八苏木村、黄旗滩村、金城洼村、印山湾村、小水沟村、脑包洼村、九苏木村、泉脑子村、梅力盖图村、财神梁村、白脑包村和五犊亥村。

## 交通
- 京包铁路：八苏木站